# Thoralf Skolem
Thoralf Albert Skolem (23. května 1887 Sandsvær – 23. března 1963 Oslo) byl norský matematik, který proslul pracemi v oblasti matematické logiky a teorie množin.

## Život
Skolem pocházel z farmářské rodiny. Jeho otec byl učitelem na národní škole. Skolem studoval střední školu v Kristianii (nynější Oslo). Na Universitě v Kristianii pak studoval matematiku, fyziku, chemii, zoologii a botaniku.
V roce 1909, začal pracovat jako asistent fyzika Kristiana Birkenlanda, známého pracemi o magnetické sféře elektronů. V roce 1918 se stal docentem matematiky a byl zvolen do Norské akademie věd a učitelství.
V roce 1927 se oženil s Edith Wilhelmine Hasvold. Až do roku 1930 učil na Universitě v Oslu. Poté se věnoval výzkumu v Bergenu. V roce 1938 se vrátil do Osla, kde byl jmenován profesorem a učil algebru a číselnou teorii, příležitostně také matematickou logiku. Byl zakládajícím redaktorem časopisu 'Mathematicae Scandinavica'.
Po roce 1957, v důchodu absolvoval několik cest do Spojených států, kde vyučoval až do smrti.

## Matematika
Skolem publikoval kolem 180 článků na téma diofantických rovnic, teorie grup, teorie svazů, teorie množin a matematické logiky. Většinou publikoval v norských časopisech s omezeným mezinárodním oběhem, takže jeho výsledky byly občas nově objevované později jinde. Příkladem je věta Skolema–Noetherové, charakterizující automorfismy jednoduchých algeber. Skolem publikoval důkaz již v roce 1927, ale Emmy Noether, považovaná původně za autora, to objevila nezávisle na Skolemovi o pár let později.
Matematiky potěšila Skolemova mříž (???) používaná k mapování (???) v teorii svazů.
Skolem byl průkopníkem teorie modelů.
V roce 1920 přispěl další svou větou, Lowenheim–Skolemovou větou: jestliže teorie prvního řádu má jakýkoli nekonečný model, pak má model libovolné (větší či menší) nekonečné velikosti (rovné alespoň počtu symbolů jazyka této teorie).
Důsledkem této věty je Skolemův paradox: Existuje spočený "svět matematiky" (tj. model ZFC) a v něm platí Cantorova věta o tom, že neexistuje bijekce mezi přirozenými a reálnými čísly.
V roce 1933 a později se věnoval problémům nestandardních modelů v aritmetice a teorii množin. Je považován za průkopníka teorie počítačové vědy.[zdroj⁠?!]